# Čipekve

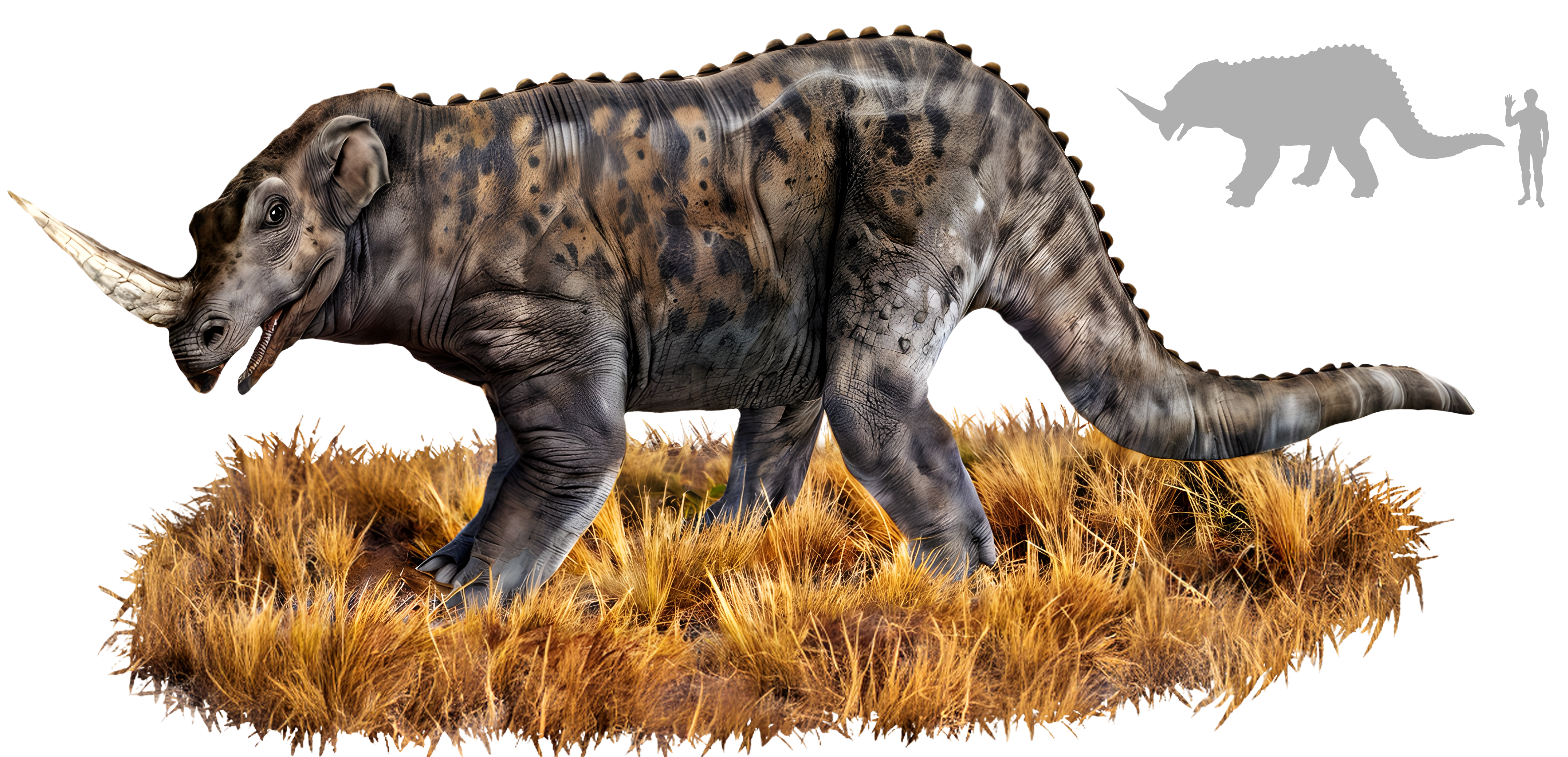
Čipekve

Čipekve, někdy také nazývaný Emela-ntouka (v ngalštině „zabiják slonů“), Libata, Ntambue-ya-mali, Dingonek, Oi-maima, Muru-ngu, Aseka-moke, Njago-gunda, Ngamba-namae, Irizima, je fiktivní tvor který dle místního folklóru sídlí ve Střední Africe. Nejčastěji je popisován jako obrovský ještěr, který má dlouhý krk, protáhlou tlamu (podobně jako krokodýl) a menší roh na hlavě. Dokáže stát na zadních nohách a na končetinách má dlouhé drápy. Podobá se údajně dinosaurovi s vědeckým názvem Baryonyx walkeri. Žere údajně maso, nejraději má velké ryby, nosorožce a hrochy. Ve skutečnosti však žádné důkazy pro existenci tohoto tvora neexistují.

## Historie pozorování
Domorodci v Angole a Zambii si už po léta vypráví o nebezpečném tvoru, který nese název čipekve. Popisují ho jako velkého ještěra s dlouhou tlamou, nebezpečného a krvelačného. Tento tvor má prý zvlášť spadeno na hrochy, kteří v místech údajného výskytu čipekve téměř nežijí, přestože tu jsou pro ně ideální podmínky. Jejich vymizení kolem jezera Bangweul prý zapříčinilo právě čipekve.
V roce 1907 zkoumal oblast kolem jezera Bangweul (jezero leží v Zambii) cestovatel Hans Schomburkg. Domorodci mu pověděli, že u jezera žije dravý tvor čipekve. Jeho jídelníček tvoří především větší ryby, ale jeho specialitou jsou hroši. Schomburkga vyprávění tak zaujalo, že se do Zambie roku 1932 vrátil. Cestoval i po Angole a vyslechl další zprávy o tvoru, který žere hrochy.
Po návratu do Evropy své poznatky předal Karlu Hagenbeckovi, který už předtím slyšel o tvoru, který je „napůl slonem, napůl drakem“. Hagenbeck organizoval výpravu za tímto tvorem, ale nic neobjevili a tak už v pátrání nepokračoval.
Ve stejném roce, jako je Schomburkgův návrat do Zambie, se lovec F. Grobler vrátil ze své cesty po střední Africe, která trvala pět let. Také on slyšel o čipekve.
Taktéž roku 1932 se do Angoly vydala švýcarská expedice. Tuto výpravu vedl dr. Monard. Od domorodců z okolí močálů Tshiumbe slyšeli o tvoru, který je pravděpodobně čipekve, ale říkali mu libata. Monard chtěl zvíře spatřit, ale to se mu nepodařilo. Vysvětlil to tím, že za to může vzácnost tohoto zvířete, ne jeho neexistence.
Švédský lovec J. C. Johansson, který pracoval v konžské provincii Kasai jako dozorce, prý čipekve viděl. Slyšel nějaký divný zvuk, a tak se za ním vydal. Uviděl obrovského ještěra, jak žere nosorožce. Přitom čipekve funěl a vydával zvuky podobné mručení. Popis tvora přesně seděl na čipekve – hlava a ocas plazí, krokodýlí tlama, roh na hlavě a na předních nohách velké drápy.
John Hugh, který v Africe žil 18 let slyšel, že domorodci před mnoha lety jednoho čipekve zabili. Stalo se to právě u jezera Bangweul. Popisovali hladké tmavé tělo bez šupin a roh s barvou slonoviny. Hugh zastával názor, že čipekve je reálné zvíře, které však už vymřelo.
Před 2. světovou válkou vydala zprávu Ilsa von Noldenová, která v Angole prožila 10 let. Tam slyšela o tvoru se jménem kojje-ja-mena. Podle popisu se opět jedná o čipekve. Zvíře prý žije převážně ve vodě, na souš chodí málo.
V 70. letech se jel na čipekve podívat Rus Sergej Kulik. Potkal v Zambii zoologa Pata, který mu řekl, že jednou viděl něco velkého z letadla. Napadlo ho, že je to čipekve, ale nebyl si úplně jistý. Vzal tedy několik hrochů a vypustil je blízko místa, kde tvora spatřil. Zprvu se nic nedělo, ale po pár dnech začali hroši mizet.
Domorodci v jihozápadní Keni (řeka Mara) znají podobného tvora jménem Dingonek nebo Oi-maima, podle údajných svědků má šupinaté tělo, hlavou podobnou lví s neobyčejně dlouhými, šavlovitě protaženými špičáky a dokáže se postavit na zadní končetiny, naposledy byl spatřen na počátku 20. století.
V Kamerunu a na severozápadě Demokratické republiky Kongo se údajně vyskytuje Emela-ntouka, což v ngalštině znamená „zabiják slonů“, tvor podobný nosorožci s jediným dlouhým rohem na čenichu a, podle některých pozorování, i s dlouhým plazím ocasem. Na rozdíl od Čipekve je údajně býložravý, ale značně agresívní a často útočí na pralesní slony.

## Dinosaurus nebo varan?
Roku 1986 byl v Anglii popsán nový druh dinosaura, který nese název Baryonyx walkeri. Tento dinosaurus byl hojně rozšířen v Africe a jeho vzhled i způsob života se nápadně podobá čipekve. Baryonyx měl délku kolem 10 metrů, chodil po zadních a na předních nohách měl drápy. Lebka byla protáhlá, jako u krokodýla. Na hlavě měl hřeben, který připomíná roh. Podle zbytků šupin, které se našli v místech žaludku tohoto dinosaura, se usuzuje, že se živil rybami.
Žil v močálech a na břehu jezer a řek. Stejně jako čipekve. Ale je možné, že čipekve je jen nový druh varana nebo podobného většího plaza (největší varan byl dlouhý 7 metrů).
Odpověď už možná nikdy nedostaneme, protože podle toho, že už čipekve nebylo několik let spatřeno a také podle zpráv domorodců, už „vodní lev“ vymřel. Už na počátku 20. století byl velice vzácný a údajně pozorovaní jedinci v 30. letech 20. století byli poslední.